# Sunrise Springs, Arizona
Teec Nos Pos je naseljeno područje za statističke svrhe u američkoj saveznoj državi Arizona. Prema popisu stanovništva iz 2010. u njemu je živjelo 730 stanovnika.